# Lizzie Armanto
Elizabeth „Lizzie“ Marika Armanto (* 26. Januar 1993 in Ventura County, Kalifornien) ist eine finnisch-amerikanische professionelle Skateboarderin.

## Frühes Leben und Karriere
Armanto wurde als Tochter eines finnischen Vaters und einer amerikanischen Mutter geboren. Sie besitzt die doppelte Staatsbürgerschaft der Vereinigten Staaten und Finnlands. Durch ihren Großvater mütterlicherseits ist sie zusätzlich philippinischer Abstammung.
Armanto wuchs in Santa Monica auf. Sie begann 2007 zusammen mit ihrem jüngeren Bruder mit dem Skaten und entwickelte eine Leidenschaft für das Bowl- und Vert-Skaten.
Armanto hat über 30 Skateboard Auszeichnungen gewonnen. In den Jahren 2010, 2011 und 2012 belegte sie den ersten Platz in der Gesamtwertung des World Cup of Skateboarding Punkterennens. Im Jahr 2013 gewann Armanto Gold bei der allerersten Frauen Park-Veranstaltung bei den X-Games in Barcelona. 2014 gewann sie das Van Doren Invitational in Huntington Beach.
Im Jahr 2016 erschien Armanto auf dem Cover der November-Ausgabe von Transworld Skateboarding und war damit die erste Frau in der dreißigjährigen Geschichte des Magazins. Bei den X-Games in Austin erreichte sie den 2. Platz.
2017 erschien Armanto auf dem Cover der Mai-Ausgabe von Thrasher.
2018 war Armanto die erste Skaterin, die erfolgreich den „Loop“ von Tony Hawk fuhr, eine vertikale 360°-Rampe, auf der sich der Fahrer komplett auf den Kopf stellt und dabei den Kontakt zwischen den Rädern des Skateboards und der Oberfläche der Rampe aufrechterhält.
Im Januar 2019 gab Armanto bekannt, dass sie Mitglied der finnischen Skateboard-Nationalmannschaft ist und das Land bei den Olympischen Sommerspielen 2020 in Tokio vertreten wird. Die olympischen Sommerspiele wurden covidbedingt auf den Sommer 2021 verschoben, wo Armanto den 14. Platz belegte.
Am 14. Oktober 2020 erlitt Armanto ihren bislang schwersten Sturz beim Befahren eines Mega Ramp Gaps. Sie wurde 9 Meter gegen eine Wand geschleudert und fiel anschließend 6 Meter tief auf den Boden. Tony Hawk beschreibt den Slam als zwei Kollisionen mit einem Auto. Das Birdhouse-Team, ihr Ehemann sowie ein Fotograf waren dabei anwesend und der Sturz war auf einem Video aufgenommen.

### Persönliches
Armanto heiratete am 16. Oktober 2020 den belgischen Skateboarder Axel Cruysberghs.

## Videospiele
Armanto ist eine spielbare Figur in den Videospielen Tony Hawk’s Shred Session, Tony Hawk’s Pro Skater 5 und Tony Hawk’s Pro Skater 1 + 2.

## Sportliche Diplomatie
Im Jahr 2019 reiste Armanto als Sportbotschafterin für das Büro für Sportdiplomatie des US-Außenministeriums nach Dänemark, Finnland und Estland.